# Sciara zealandica
Sciara zealandica är en tvåvingeart som beskrevs av Jean-Jacques Kieffer 1910. Sciara zealandica ingår i släktet Sciara och familjen sorgmyggor. Inga underarter finns listade i Catalogue of Life.